# Újezdec (Jindřichův Hradec)
Újezdec è un comune della Repubblica Ceca facente parte del distretto di Jindřichův Hradec, in Boemia Meridionale.